# Metaleptina dileuca
Metaleptina dileuca är en fjärilsart som beskrevs av George Francis Hampson 1912. Metaleptina dileuca ingår i släktet Metaleptina och familjen trågspinnare. Inga underarter finns listade i Catalogue of Life.